# Spallanzania colludens
Spallanzania colludens là một loài ruồi trong họ Tachinidae.